# Georg Engel (Schriftsteller)

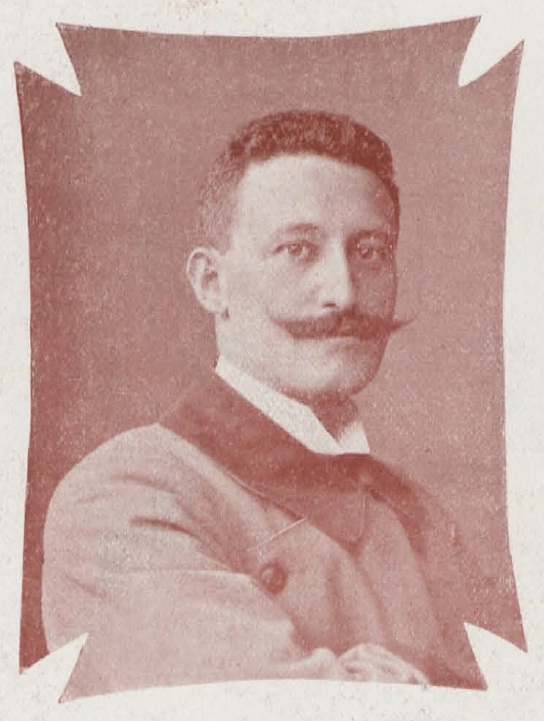
Georg Engel (vor 1900)

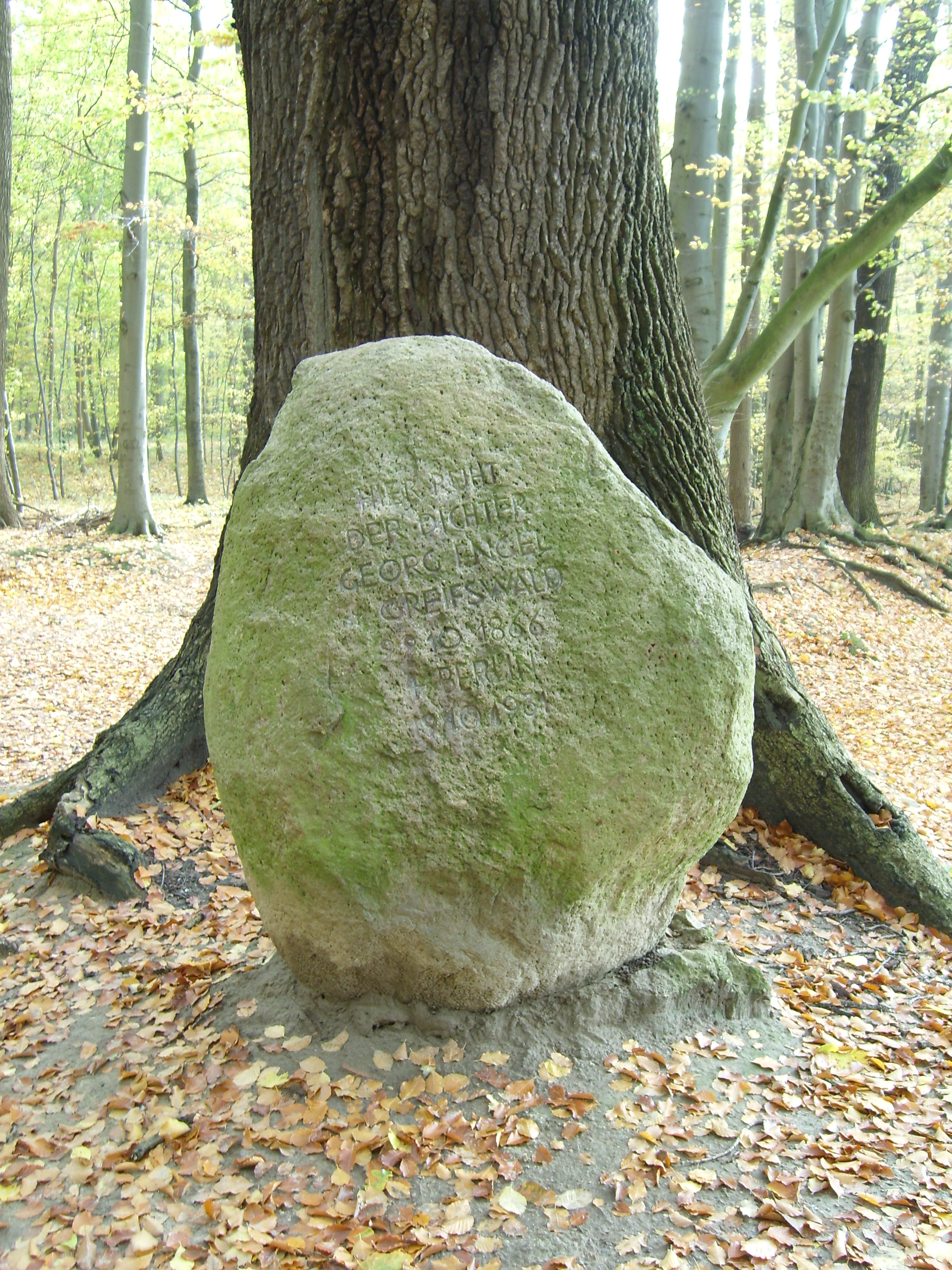
Grabstein Engels im Elisenhain

Georg Julius Leopold Engel  (* 29. Oktober 1866 in Greifswald; † 19. Oktober 1931 in Berlin) war ein deutscher Schriftsteller. Seine Romane erschienen in hohen Auflagen. Zeitweise verwendete er das Pseudonym Johannes Jörgensen.

## Leben
Georg Engel verlebte seine Jugend in Breslau. Nach einem Studium der Philosophie und der Geschichte in Berlin (1887 bis 1890) arbeitete er als Kunst- und Theaterkritiker beim Berliner Tageblatt.
Ab 1891 war er als freier Schriftsteller in Berlin tätig. Engel schrieb zwischen 1894 und 1931 insgesamt 21 Romane, Erzählungen und Novellen sowie 11 Theaterstücke. In seinem Roman Hann Klüth (1905) und in seiner Novellensammlung Die Leute von Moorluke (1910), deren Handlung in Greifswald und Umgebung angesiedelt ist, zeichnete er lebendige und lebensbejahende norddeutsche Charaktere. Engels Dramen sind vergessen, wie auch sein Stück Über den Wassern, das im Oktober 1916 im Greifswalder Theater aufgeführt wurde. 
Er war Präsident des Reichsverbandes des deutschen Schrifttums. Diese Organisation sollte zur sozialen Sicherung freischaffender Autoren beitragen. Hier erwarb er sich Anerkennung und Verdienste. In der Zeit des Nationalsozialismus galt sein Werk als unerwünscht, da Engel im Sinne des NS-Staates als „nichtarisch“ galt. Die Gedenktafel an seinem Geburtshaus in Greifswald wurde entfernt, sein Grabstein im Elisenhain, unter dem die Asche des Dichters seinem Wunsche gemäß ruht, wurde umgestürzt. Engels Bücher wurden aus den Bibliotheken entfernt und verbrannt. Nach 1945 wurde sein Grab wieder hergestellt und wird seither gepflegt.

## Werke (Auswahl)

### Erzählungen und Novellen
- Der verbotene Rausch, Erzählungen, 1905 (Neuauflage 2019, ISBN 978-3-7437-3291-9)

- Die Leute von Moorluke, 1910
- Erlebtes und Erträumtes, 1923

### Romane
- Zauberin Circe, 1894
- Die Last, 1898 (Neuauflage 2016, ISBN 978-3-8430-1452-6)
- Die Furcht vor dem Weibe, 1899
- Hann Klüth, der Philosoph, 1905 (Neuauflage 2016, ISBN 978-3-8430-1456-4)
- Der Reiter auf dem Regenbogen, 1909
- Die verirrte Magd, 1911 (Digitalisat)
- Die vier Könige, 1913
- Der Fahnenträger, 1914 (Digitalisat)
- Die Herrin und ihr Knecht, 1916 (Neuauflage 2016, ISBN 978-3-8430-1454-0)
- Kathrin, 1919
- Claus Störtebecker, 1921 (Neuauflage 2016, ISBN 978-3-8430-1458-8)
- Die Prinzessin und der Heilige, 1922
- Die Mauer, 1923
- Die Liebe durch die Luft, 1925
- Des Nächsten Weib 1925
- Uhlenspeigel, 1928
- Des Äthers und der Liebe Wellen, 1929
- Das Gericht, 1931

### Theaterstücke
- Der Hexenkessel, Schauspiel, 1894
- Hadasa, dramatisches Gedicht, 1895
- Sturmglocken, Schauspiel in einem Akt, UA 31. Dezember 1899
- Der Ausflug in's Sittliche, Komödie, 1900
- Über den Wassern, 1902
- Jim Hafen, Drama, 1906
- Die Hochzeit von Poël, Komödie, 1906
- Das lachende Mirakel, Romantisches Schauspiel, 1906
- Die heitere Residenz, Lustspiel, 1913 (Digitalisat)
- Die Unsichtbaren, Schauspiel, 1920
- Die Diplomaten, Lustspiel, 1925